# Nadine Chahine
Nadine Chahine (àrab: نادين شاهين, Nādīn Xāhīn) (Beirut, 1978) és una dissenyadora libanesa de tipus o fonts en alfabet àrab.
Va estudiar a la Universitat Americana de Beirut i després va fer el doctorat a la Universitat de Reading (Anglaterra). La seva font Koufiya fou la primera a incloure simultàniament dissenys en tots dos alfabets, àrab i llatí. Per ella mateixa o bé en col·laboració, ha dissenyat més de quinze famílies tipogràfiques. Nadine Chahine fou seleccionada entre les cent persones més creatives (amb el número 69) per la revista FastCompany.

## Galeria

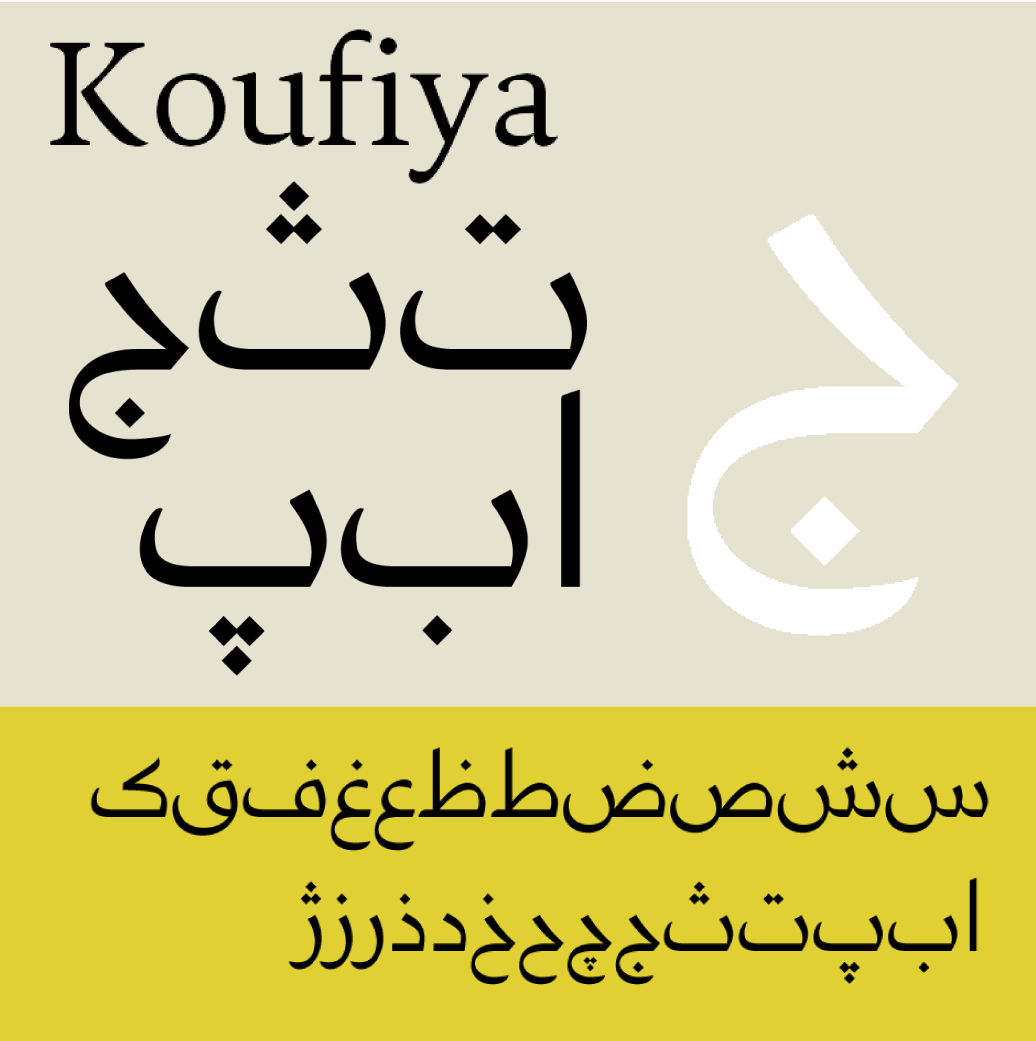
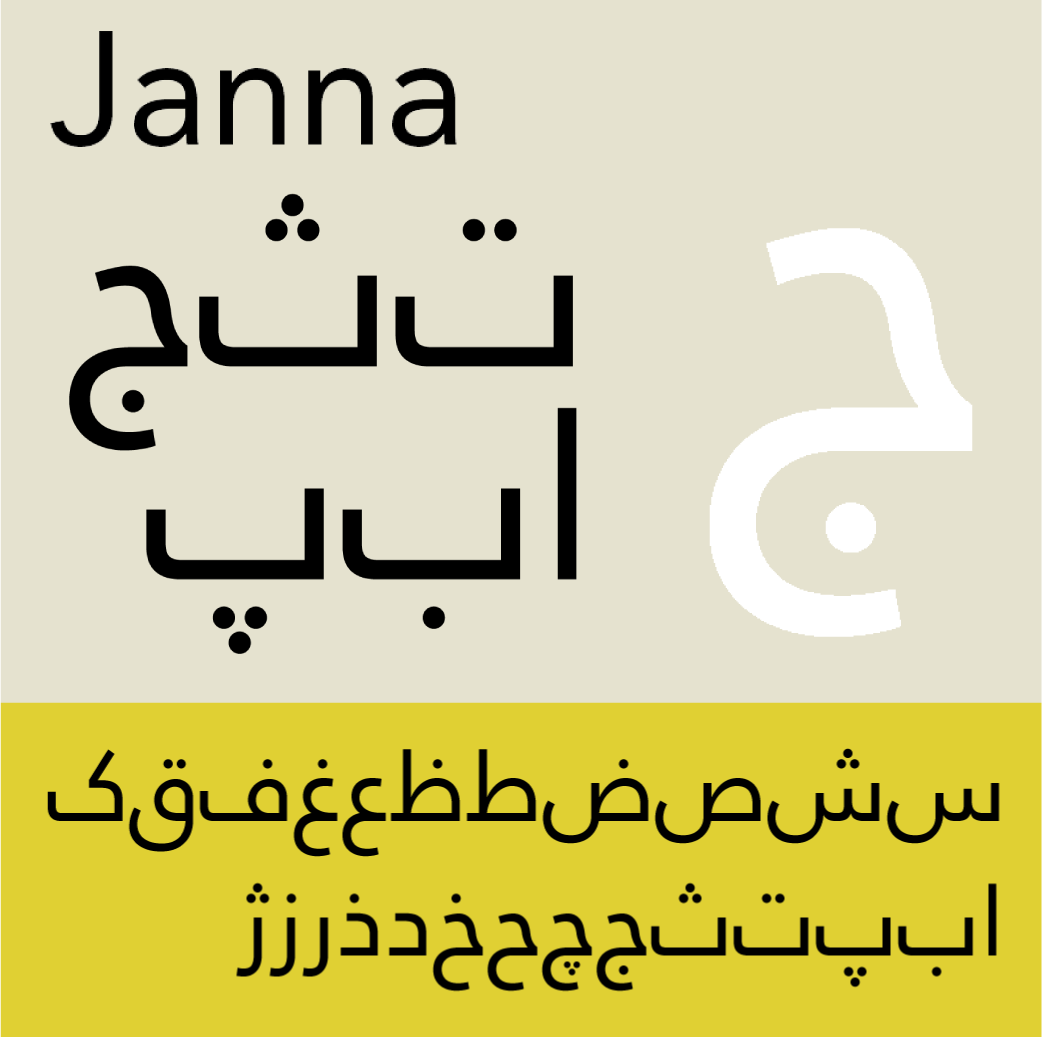
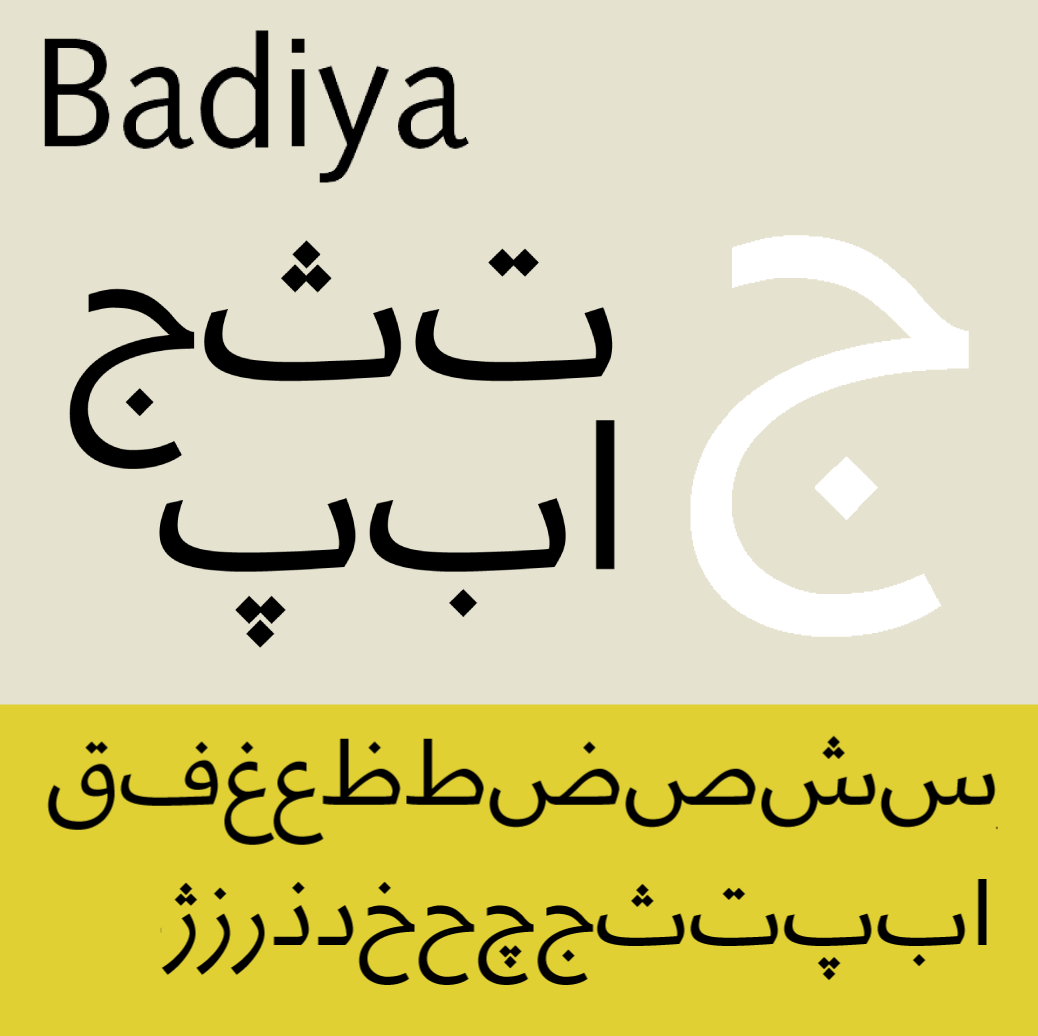
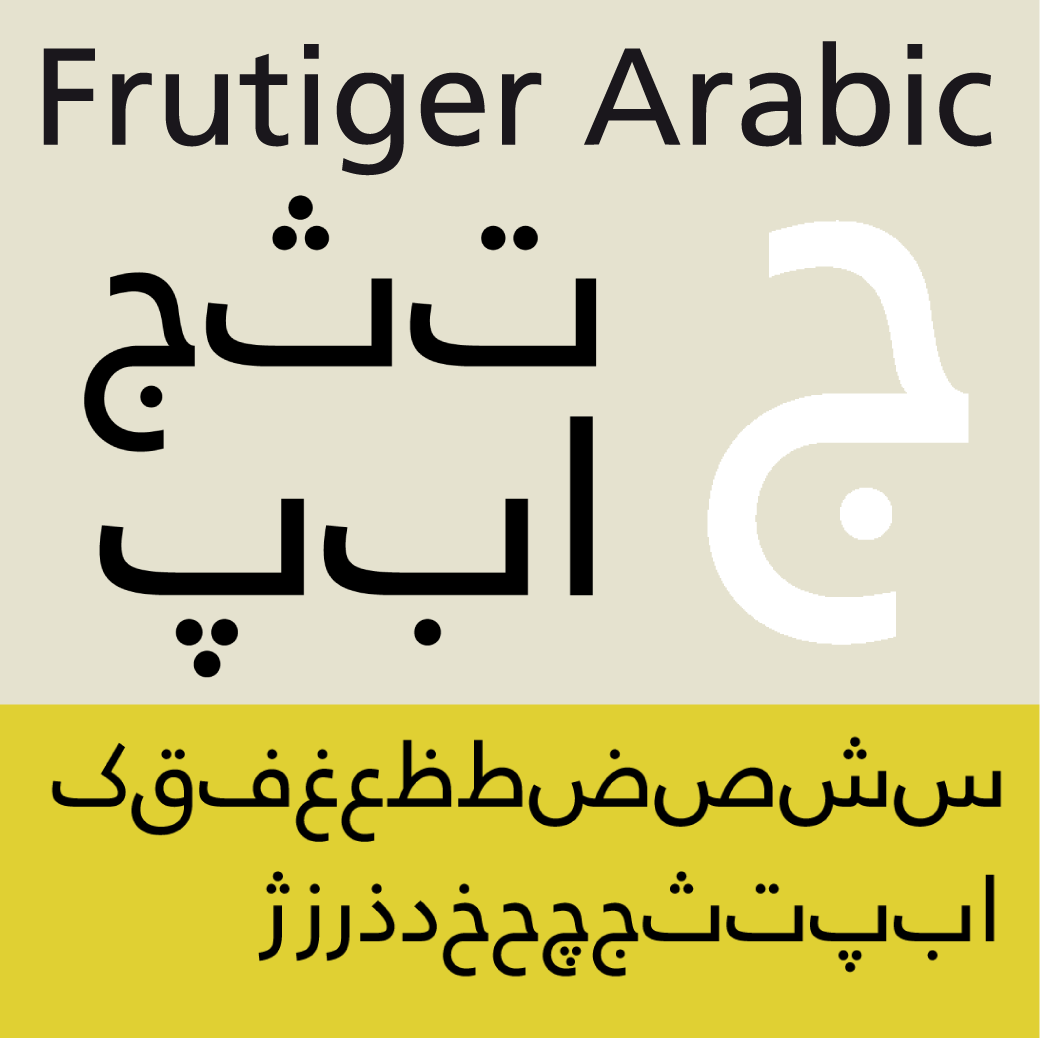
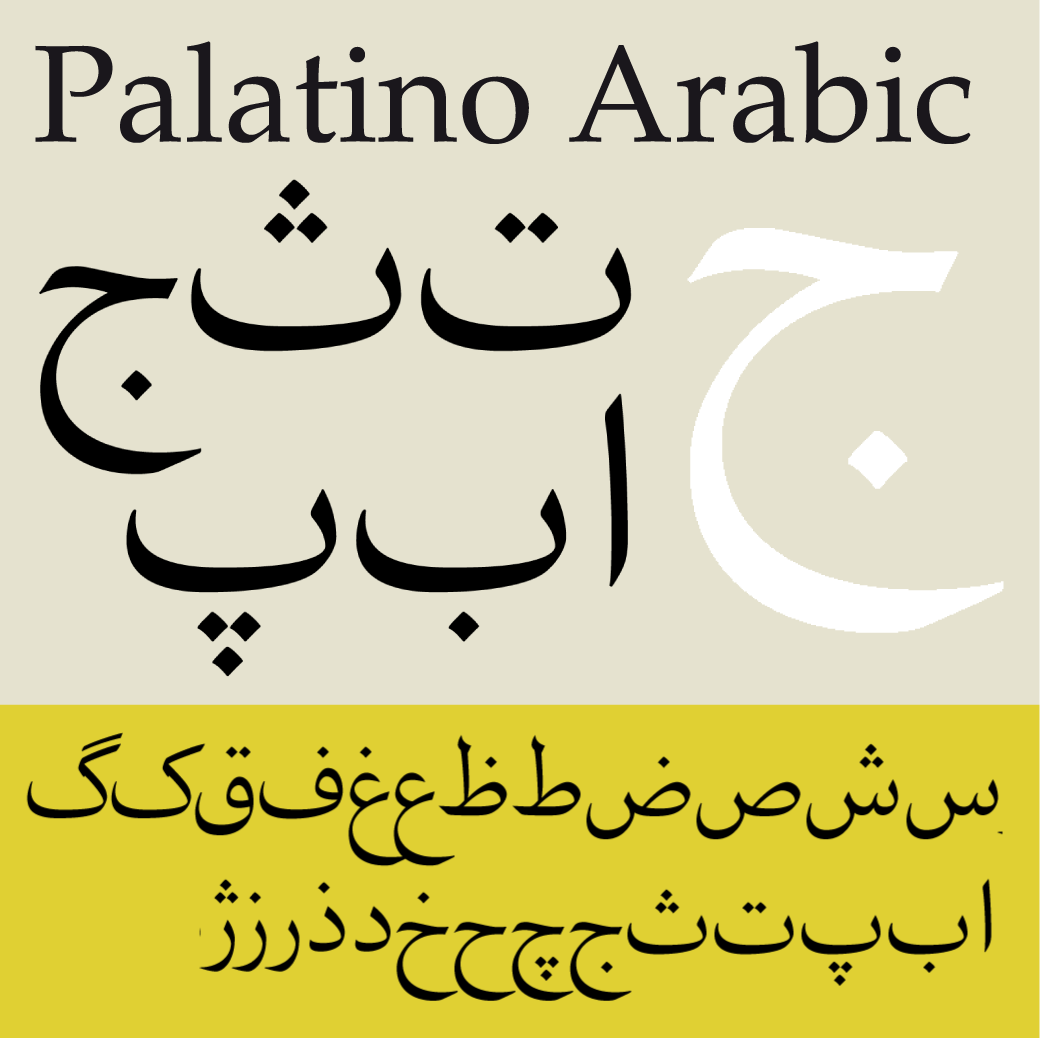
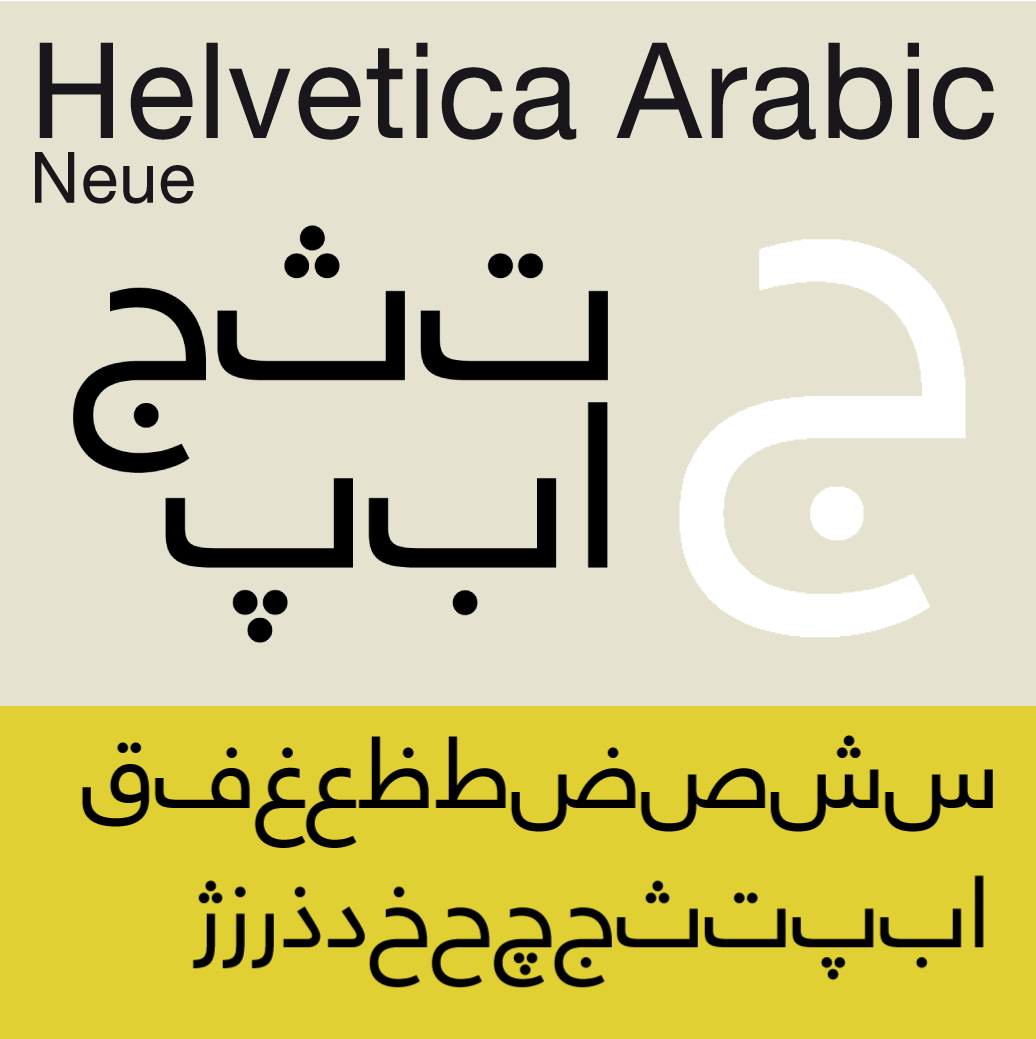
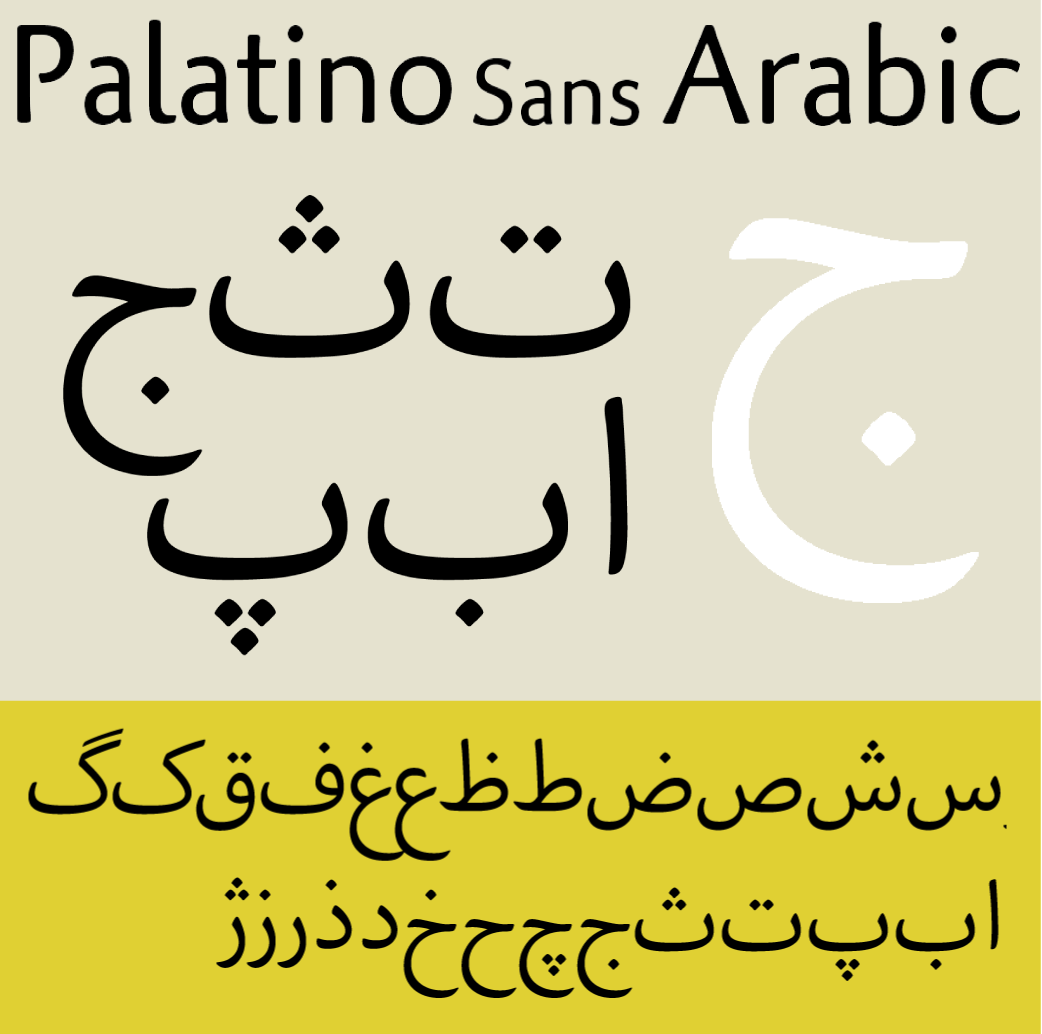
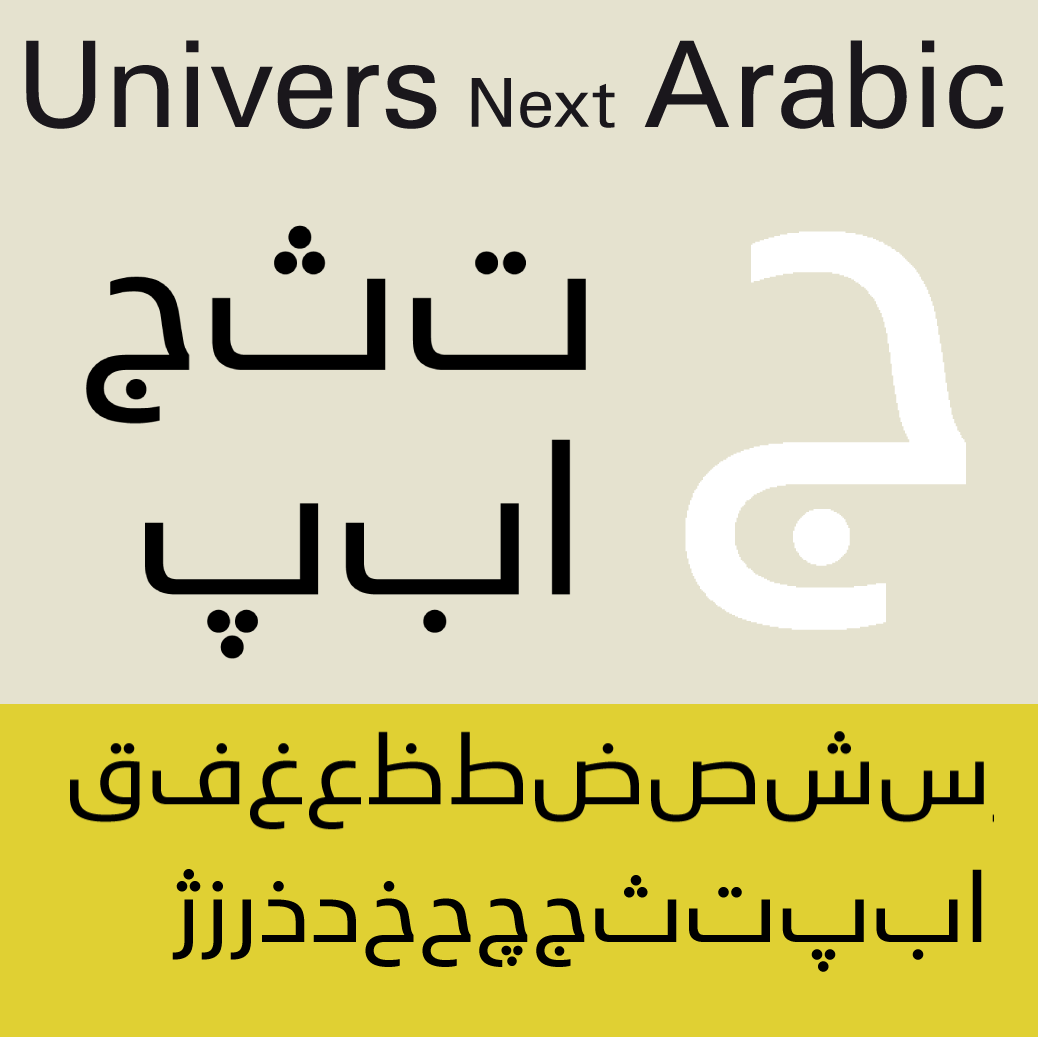

## Lletres tipogràfiques de Nadine Chahine
|                       |                                                |           | Classificació | Classificació | Classificació |
| Tipus de lletra       | Dissenyador/s                                  | Any       | Thibaudeau    | Vox-ATypI     | DIN 16518     |
| --------------------- | ---------------------------------------------- | --------- | ------------- | ------------- | ------------- |
| Koufiya               | Nadine Chahine                                 | 2003      | No llatines   | No llatines   | No llatines   |
| Janna                 | Nadine Chahine                                 | 2004-2007 | No llatines   | No llatines   | No llatines   |
| Badiya                | Nadine Chahine                                 | 2007      | No llatines   | No llatines   | No llatines   |
| Frutiger Arabic       | Nadine Chahine i Adrian Frutiger               | 2007      | No llatines   | No llatines   | No llatines   |
| Palatino Arabic       | Nadine Chahine, Hermann Zapf i Akira Kobayashi | 2007      | No llatines   | No llatines   | No llatines   |
| Neue Helvetica Arabic | Nadine Chahine                                 | 2009      | No llatines   | No llatines   | No llatines   |
| Palatino Sans Arabic  | Nadine Chahine, Hermann Zapf i Akira Kobayashi | 2010      | No llatines   | No llatines   | No llatines   |
| Univers Next Arabic   | Nadine Chahine i Adrian Frutiger               | 2010      | No llatines   | No llatines   | No llatines   |